# Comitato di Turóc
Il comitato di Turóc (in ungherese Turóc vármegye, in slovacco Turčianska župa, in tedesco Komitat Turz) è stato un antico comitato del Regno d'Ungheria, situato nell'odierna Slovacchia settentrionale. Capoluogo del comitato era Martin (in ungherese Turóczszentmárton).

## Geografia fisica
Il comitato di Turóc era situato nel versante meridionale dei Monti Tatra occidentali e confinava con gli altri comitati di Árva, Liptó, Zólyom, Bars, Nitra e Trencsén.

## Storia
In seguito al Trattato del Trianon (1920) l'intero comitato venne assegnato alla neonata Cecoslovacchia, con le seguenti vicende amministrative:
- 1918-1922: Turčianska stolica CS
- 1923-1928: Považská župa CS
- 1928-1939: Slovenská krajina/zem CS
- 1940-1945: Tatranská župa SK
- 1945-1948: Slovenská krajina CS
- 1949-1960: Žilinský kraj CS
- 1960-1990: Stredoslovenský kraj CS
- dal  1996: Žilinský kraj CS, SK

Dall'indipendenza della Slovacchia (1993) il territorio dell'antico comitato fa parte della regione di Žilina.

## Galleria d'immagini

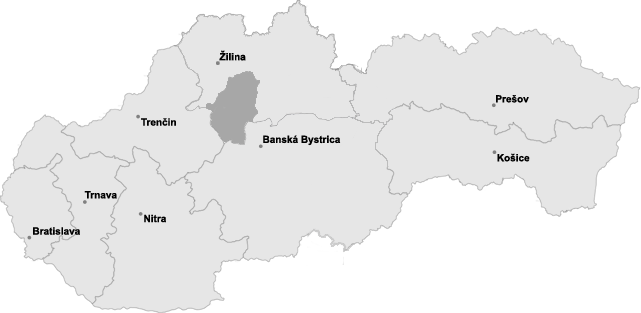
Posizione dell'antico comitato di Turóc nell'attuale Slovacchia
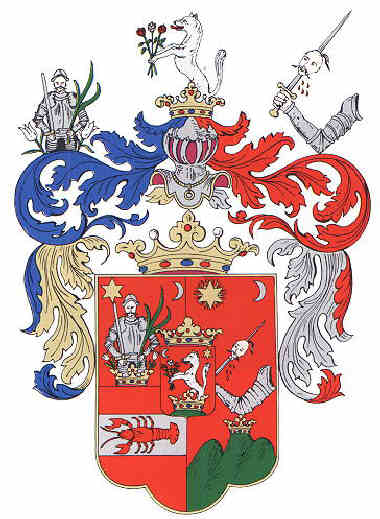
Blasone del comitato di Turóc